# Baconin Borzacchini
Baconin Borzacchini (rojen kot Baconino Francesco Domenico Borzacchini, tudi Mario Umberto Borzacchini), italijanski dirkač, * 28. september 1898, Terni,  Umbrija, Italija † 10. september 1933, Monza, Italija.

## Življenjepis
Baconin Borzacchini se je rodil kot Baconino Francesco Domenico Borzacchini 28. septembra 1898 v italijanskem mestu Terni. Pri štirinajstih letih je že delal v mehanični delavnici, kjer se je uril za mehanika. Po prvi svetovni vojni, v kateri je aktivno sodeloval kot italijanski vojak, je nekaj časa dirkal na motociklističnih dirkah, v sezoni 1926 pa se je vrnil k avtomobilskim dirkam. Zmagal je na treh pomembnejših dirkah, Coppa dell'Etna 1926 ter Targa Florio v letih 1926, ko je dirkal v razredu Junior, in 1927 v absolutni konkurenci. To mu je prineslo povabilo v moštvo Maseratija, v katerem je v sezoni 1927 zmagal na dirkah Terni-Passo della Somma in Coppa della Collina Pistoiese, v sezoni 1928 pa je zmagal na gorski dirki Coppa Gallenga.
28. septembra 1929 je Baconin Borzacchini postavil nov kopenski hitrostni rekord na 10 km, 246.069 km/h z dirkalnikom Maserati V4. V isti sezoni 1929 je na dirkah za Veliko nagrado Alessandrie in Veliko nagrado Tripolija zasedel drugo mesto. Leta 1930 je fašistični režim Mussolinija prisilil Borzacchinija, da je dirkal pod italijanskim imenom Mario Umberto, kajti starša sta ga poimenovala po ruskem socialističnem aktivistu Mihailu Bakuninu, ki sta ga občudovala. 
V sezoni 1930 Maserati je odpotoval na ameriško dirko Indianapolis 500 z revolucionarnim dirkalnikom, s katerim naj bi imel Borzacchini po napovedih strokovnjakov velike možnosti za zmago, toda že po treh krogih je odstopil zaradi okvare. Je pa zmagal na dirki za Veliko nagrado Tripolija in gorski dirki Pontedecimo-Giovi.
V sezoni 1931 je prestopil v moštvo Scuderia Ferrari, kjer se je spoprijateljil z moštvenim kolego Taziom Nuvolarijem. Kljub zmagi na dirki Circuito di Avellino, ga je zasenčil Nuvolari. Je pa dosegel tretje mesto v novoustanovljenem Evropskem avtomobilističnem prvenstvu z dvema drugima mestoma na dirkah za Veliko nagrado Francije in Belgije, druga mesta pa je dosegel še na neprvenstvenih dirkah Targa Florio in Velika nagrada Monze.
V sezoni 1932 je z novim dirkalnikom Alfa Romeo P3 na dirkah Coppa Ciano in Velika nagrada Francije zasedel drugo mesto za Nuvolarijem, na dirkah za Veliko nagrado Italije in Nemčije pa je bil tretji. Skupno mu je to prineslo drugo mesto v dirkaškem prvenstvu za moštvenim kolego Nuvolarijem, zmagal pa je tudi na dirki Mille Miglia skupaj z Amadeom Bignamijem. Ob koncu sezone se je Alfa Romeo umaknil iz dirkaškega športa in prodal dirkalnike Enzu Ferrariju, Borzacchini pa je prestopil nazaj v moštvo Maserati, kjer sta ob njem dirkala še Luigi Fagioli in Giuseppe Campari. Sezono 1933 je začel z drugim mestom na dirki za Veliko nagrado Tunisa, ponovno za Nuvolarijem, drugi je bil tudi na dirki za Veliko nagrado Monaka, tretji pa na dirki Avusrennen. 
10. septembra 1933 se je na dirki za Veliko nagrado Monze na dirkališču Autodromo Nazionale Monza smrtno ponesrečil, po tem je moštvenega kolega Camparinija iz vodstva na oljnem madežu odneslo v ogrado. Borzacchiniju, ki je bil takoj za njim na drugem mestu, se ni uspel ogniti razbitinam Camparijevega dirkalnika in oba sta se smrtno ponesrečila. Po ponovnem štartu dirke pa se je smrtno ponesrečil še poljski dirkač Stanislas Czaykowski,  Velika nagrada Monze 1933 je ena najbolj tragičnih v zgodovini motošporta.
V svoji karieri je Baconin Borzacchini nastopil na več kot sto dirkah. Čeprav ne spada med najuspešnejše italijanske dirkače po številu zmag, pa je zelo spoštovan v Italiji. V njegovo čast je bilo dirkališče v Magioneju blizu njegovega rojstnega mesta preimenovano v Autodromo Mario Umberto Borzacchini. Pokopan je na pokopališču v rojstnem mestu Terni.

## Pomembnejše zmage
- Camaiore Circuit 1926
- Targa Florio  (razred Junior, 1100 cm³) 1926, 1927
- Coppa dell'Etna 1928
- Velika nagrada Tripolija 1930
- Coppa Principe di Piemonte 1931
- Mille Miglia 1932

## Popolni rezultatiEvropskega avtomobilističnega prvenstva
(legenda) (odebeljene dirke pomenijo najboljši štartni položaj)
| Leto | Moštvo     | Make       | 1       | 2     | 3     | Prv | Toč |
| ---- | ---------- | ---------- | ------- | ----- | ----- | --- | --- |
| 1931 | Alfa Corse | Alfa Romeo | ITA Ret | FRA 2 | BEL 2 | 3   | 11  |
| 1932 | Alfa Corse | Alfa Romeo | ITA 3   | FRA 2 | NEM 3 | 2   | 8   |